# A Poker Face epizódjainak listája
Az alábbi szócikk a Poker Face című amerikai televíziósorozat epizódjainak leírását tartalmazza.

## Évados áttekintés
| Évad | Évad | Epizódok | Eredeti sugárzás | Eredeti sugárzás | Eredeti adó      | Magyar sugárzás      | Magyar sugárzás    | Magyar adó |
| Évad | Évad | Epizódok | Évadpremier      | Évadfinálé       | Eredeti adó      | Évadpremier          | Évadfinálé         | Magyar adó |
| ---- | ---- | -------- | ---------------- | ---------------- | ---------------- | -------------------- | ------------------ | ---------- |
|      | 1    | 10       | 2023. január 26. | 2023. március 9. |                  | 2023. szeptember 15. | 2023. november 10. |            |
|      | 2    | 12       | 2025. május 8.   | 2025. július 10. | 2025. július 17. | 2025. szeptember 18. |                    |            |

## 1. évad (2023)
| Sor. | Év. | Cím                                                   | Rendező           | Író                              | Premier                               |
| --- | --- | ----------------------------------------------------- | ----------------- | -------------------------------- | ------------------------------------- |
| 1. | 1.  | A halott ember keze (Dead Man's Hand)                 | Rian Johnson      | Rian Johnson                     | 2023. január 26. 2023. szeptember 15. |
| A Nevada állambeli Laughlin egyik kaszinójában dolgozik pincérnőként Charlie Cale, akinek különleges képessége, hogy ránézésre bárkiről megmondja, hogy hazudik-e. Meglátja, hogy szobalány barátnőjének, Natalie Hill-nek a férjét, Jerryt kidobja a biztonságiak főnöke, Cliff LeGrand. A kaszinó üzemeltetője, Sterling Frost Jr. megkéri Charlie-t, hogy a képességével segítsen kifosztani a Kazimir Caine nevű törzsvendéget. Natalie gyerekpornót talál Caine gépén, és amikor ezt elmondja Frostnak, törli a bizonyítékokat a nő telefonjáról, majd megöleti őt és Jerryt is Cliff-fel, mindezt kiterjesztett öngyilkosságnak álcázva. Charlie-nak feltűnik, hogy a helyszínen készült képeken Jerry jobb kezében van a fegyver, ami nem lehetett ott. Megtalálja Natalie táblagépét, helyreállítja a fényképeket, majd egyenesen Frosthoz megy, mert úgy hiszi, Caine volt a gyilkos. Azonban rájön, hogy Cliffnél maradt Jerry fegyvere, mert amikor kidobták a kaszinóból, nem jelzett be a fémdetektor. Felfedi Frostnak, hogy a beszélgetésüket rögzítette és bemutatta Caine-nek, amivel tönkretette a kaszinó jó hírnevét. Frost szégyenében öngyilkos lesz, az apja pedig felhívja Charlie-t, és közli, hogy ezért meg fogja öletni. Vendégszereplők: Adrien Brody, Dascha Polanco, Noah Segan |     |                                                       |                   |                                  |                                       |
| 2. | 2.  | Az éjszakai műszak (The Night Shift)                  | Rian Johnson      | Alice Ju                         | 2023. január 26. 2023. szeptember 15. |
| Charlie autója lerobban Új-Mexikóban, és egy Jed nevű szerelőhöz viszi. Ő és a helyi Subway étterem eladója, Damian is szerelmesek a boltoslányba, Sarába. Amikor Jed megtudja, hogy Damian nyert a lottón, lelöki őt a tetőről, majd feszítővassal végzi be a gyilkosságot. A lottószelvényt elteszi, a holttestet pedig egy éppen ott pihenő kamionos, Marge járművébe teszi. A nő felfedezi, és megpróbál megszabadulni a hullától, Jed pedig bemártja őt a rendőrök előtt. Miután Charlie hazugságon kapja Jedet, amikor azt mondja, hogy Damian sosem nyert a lottón, visszanézi a kamerafelvételeket, és megállapítja, hogy hiányzik egy óra. Mikor arra is rámutat, hogy a lottószelvényen lévő dátum nem egyezik a vásárlás idejével, így ő a gyilkos, Jed megzsarolja, hogy őt is feldobja, hiszen a nyomában járnak a rosszfiúk. Charlie rájön, hogy az egyik kamionos fedélzeti kameráján rajta lehet az elkövető, és miközben útnak indul, eléri, hogy a felvétel eljusson a rendőrökhöz. Sara félrevezeti a Charlie nyomában járó Cliffet, Jed pedig elégeti a lottószelvényt, épp amikor megérkeznek érte a rendőrök. Vendégszereplők: Hong Chau, Megan Suri, Colton Ryan, John Ratzenberger, Brandon Micheal Hall, Chelsea Frei |     |                                                       |                   |                                  |                                       |
| 3. | 3.  | A pult (The Stall)                                    | Iain B. MacDonald | Wyatt Cain                       | 2023. január 26. 2023. szeptember 22. |
| Egy kóbor kutya ugrik be Charlie autójába, aki Texasban botrányt csinál, mikor kiugrik a Boyle testvérek barbecue-sütödéjénél, és felfalja a húsokat. Taffy Boyle ezért ledolgoztatja Charlie-val a kárt, és munka közben összebarátkozik George Boyle-lal, a főszakáccsal. Mikor Charlie megmutaja neki az Okja című filmet, George komolyan elgondolkozik, és azt tervezi, hogy eladja a részesedését a családi cégből. Mivel Taffynek erre nincs elég pénze, felvesz jó előre a rádióműsorába egy órányi anyagot, amit az élő adás helyett játszik le, alibit termetve magának, majd a bezárja George-ot a lakókocsijába, és megöli füsttel, mindeközben a kutyát is fejbevágja egy bottal. Mikor Charlie arra készül, hogy elmenjen, felfedezi a sebesült kutyát, és meglátja, hogy ugyanolyan fával ütötték le, mint aminek a füstjével megölték George-ot, és azt csak ő használta. Mikor rájön, hogy Taffynek lehetett indítéka, elmondja a felfedezését Mandynek, George feleségének, aki döbbenetére szintén benne volt a gyilkosságban. Charlie a rádió egyik alkalmazottjának segítségével eljátszatja, hogy Taffy van a vonal másik végén, így szedi ki a beismerő vallomást Mandyből. Vendégszereplők: Lil Rel Howery, Danielle Macdonald, Shane Paul McGhie, Larry Brown |     |                                                       |                   |                                  |                                       |
| 4. | 4.  | Nyugodjék metálban (Rest in Metal)                    | Tiffany Johnson   | Christine Boylan                 | 2023. január 26. 2023. szeptember 29. |
| Charlie egy metálzenekarhoz csatlakozik útja során, és segít nekik merchandise termékeket eladni. Összebarátkozik az új dobossal, Gavinnel, aki szeret dalszövegeket írni a körülötte található dolgokról. Az énekes Ruby Ruint kísérti az együttes egyetlen igazi slágere, ráadásul Gavin ír egy új dalt, ami slágergyanús. A zenekar tagjai úgy döntenek, hogy megszerzik maguknak, ennek érdekében áramot vezetnek Gavin erősítőjébe, hogy az agyoncsapja őt. Charlie rájön, hogy a dalszöveget a szemetes tartalma alapján írta, ráadásul a zenekar tagjai bebiztosították magukat gumitalpú cipővel. Talál egy kamerafelvételt is, ami Gavin lábánál készült. Sajnos a banda kabalafiguráját kiüti, az arról készült videó felkerül a netre, és így Cliff rátalál, de elkapni nem tudja. A zenekar közben felveszi az új dalt, azonban az ügyvédjük közli velük, hogy a dallam egy az egyben a Benson című TV-sorozat főcímdala, így pert indítottak ellenük. Charlie elküldi a bizonyítékait egy bűnügyi podcasternek, hogy az hozza nyilvánosságra az ügyet. Vendégszereplők: Chloë Sevigny, Nicholas Cirillo, Chuck Cooper, John Darnielle |     |                                                       |                   |                                  |                                       |
| 5. | 5.  | A majom órája (Time of the Monkey)                    | Lucky McKee       | Wyatt Cain & Charlie Peppers     | 2023. február 2. 2023. október 6.     |
| Charlie egy idősek otthonában kezd el dolgozni, ahol összebarátkozik két exbűnözővel, Joyce Harris-szel és Irene Smothers-szel. Elmesélik neki, hogy egy szekta tagjai voltak, és mindketten szerelmesek voltak a szektavezérbe, Gabrielbe, aki végül feldobta őket. Nagy meglepetésükre Gabriel is bekerül az otthonba, aki a bocsánatukért könyörög. Irene beszökik a férfi szobájába, leveszi a szívmonitor karkötőjét, megmérgezi Gabrielt, majd ezután amikor a többi időssel az állatkertbe mennek, Joyce sokkolózza, miközben a karján van a karkötő, így úgy tűnik, mintha a férfi szívrohamban halt volna meg. Charlie a temetésen belebotlik Luca Clarkba, aki magát Gabriel unokaöccsének mondja, valójában azonban az FBI-nak dolgozik, a tanúvédelmi programnál. Elmondja, hogy Joyce és Irene gyerekeket akartak felrobbantani, ezért kerültek börtönbe. Az otthon egyik túlbuzgó lakóját megöli a két nő, mert tudott a sokkolós trükkjükről. Charlie rámutat, hogy a szívmonitoron nem látszanak kiugró értékek akkor, amikor megpróbálták újraéleszteni, erre vele is végezni akarnak. Charlie sokkolózza saját magát is, ezzel beriaszta kezén lévő szívmonitor, és az FBI lerohanja a helyiséget, letartóztatva a nőket, akikről kiderül, hogy a biztonság kedvéért egy golfkocsiba is bombát raktak. Vendégszereplők: Judith Light, S. Epatha Merkerson, K Callan, Reed Birney, Simon Helberg, Darius Fraser |     |                                                       |                   |                                  |                                       |
| 6. | 6.  | Eltűnés a halálfenéken (Exit Stage Death)             | Ben Sinclair      | Chris Downey                     | 2023. február 9. 2023. október 13.    |
| A színésznő Kathleen Townsend felkeresi régi ellenségét és valamikori színésztársát, Michael Graves-t, hogy még egyszer állítsák színpadra azt a darabot, ami mindkettejük karrierjét beindította. Michaelt felesége, Ava bátorítja, hogy menjen bele, noha láthatóan gyűlölik egymást. Az előadás során az egyikük egy lámpát buherál meg, a másikuk pedig egy csapóajtót, hogy végezzenek a másikkal. A lámpa épp Michael mellett zuhan a földre, aki ettől szívrohamot kap, a segítségére siető Ava pedig véletlenül rálép a csapóajtóra, lezuhan és szörnyethal. Hamar kiderül, hogy az egész egy jól megszervezett fedőakció: Kathleen és Michael valójában szeretők, és az egész trükk csak arról szólt, hogy megöljék Avát. A színielőadás nagy siker lesz, ezért egy második napot is beiktatnak, ám a darabban játszó harmadik színész, Rebecca rájön, hogy mi történt, és megzsarolja őket. Charlie, aki pincérnőként dolgozik a helyszínen, a megfigyelései alapján már az elején rájön mindenre, és arra, hogy Rebecca élete veszélyben van - a mogyoróallergiás nővel szintén a színpadon akarnak végezni. Charlie felmegy a színpadra, hogy megakadályozza ezt, ezzel felbosszantja a tetteseket, akiknek a vallomását felveszi és lejátssza a seriffnek. Kathleen, aki tudja, hogy hamarosan le fogják tartóztatni, még utoljára élete alakítását nyújtja. Vendégszereplők: Ellen Barkin, Tim Meadows, Audrey Corsa, Jameela Jamil, Niall Cunningham, Chris McKinney |     |                                                       |                   |                                  |                                       |
| 7. | 7.  | A sport jövője (The Future of the Sport)              | Iain B. MacDonald | Joe Lawson                       | 2023. február 16. 2023. október 20.   |
| Keith Ownes, a Tennessee-ből származó autóversenyző veszít a fiatal Davis McDowell ellen. Ownes keze remegni szokott a versenyek közben, ezért elhatározza, hogy visszavonul. A lánya, Katy többször is legyőzi Davist gokartban, ez pedig viszályt okoz a két férfi közt. Ownes szabotálni akarja David kocsiját, aki meglátja ezt és bosszút forral. Ugyanezt teszi, csakhogy az autóba Katy ül egy gyakorlás során, aki balesetet szenved és kómába esik. Miután Davis összebarátkozott Charlie-val, és tudomást szerzett a hazugságfelismerő képességéről, elküldi Owneshez - akit hazugságon kap, ezért a férfi élő adásban vallja be, hogy mire készült. Charlie azonban azt is felfedezi, hogy Davis hazudik arról, hogy Katy balesete véletlen volt, így rájön, hogy a baleset miatta következett be. Megfenyegeti Charlie-t, aki menekülni próbál, Davis pedig le akarja szorítani az útról, sikertelenül. Másnap értesíti Davist, hogy Katy magához tért, és miután felépül, az a terve, hogy újra versenyezzen - mivel ez Davisre nézve a biztos vereséggel jár, az ő keze is elkezd remegni.. Vendégszereplők: Tim Blake Nelson, Charles Melton, Leslie Silva, Angel Desai, Jasmine Aiyana Garvin, Jack Alcott |     |                                                       |                   |                                  |                                       |
| 8. | 8.  | Az Orfeusz-szindróma (The Orpheus Syndrome)           | Natasha Lyonne    | Natasha Lyonne & Alice Ju        | 2023. február 23. 2023. október 27.   |
| A LAM nevű, vizuális effektekkel foglalkozó cég egyik alapítója, Max összevitatkozik alapítótársával, Laurával valamin, amit egy régi filmen látott, ezért a nő megmérgezi őt. Charlie összebarátkozik a harmadik alapítóval Arthur Liptinnel, és az asszisztense lesz. Megtudja tőle, hogy még mindig bűntudata van Lily Albert halála miatt - a nő a LAM első filmjének forgatásán fulladt meg. Laura megkéri Arthurt, hogy mintázza meg neki Max mellszobrát, állítása szerint emlékül szeretné készíttetni, valójában azért kell neki, hogy kijátsszon egy arcfelismerő rendszert és törölhesse a számítógépes rendszerből az ominózus filmfelvételt. Arthur azonban előbb nézi meg a filmet, és rájön, hogy nem ő, hanem Laura volt az oka Lily halálának, méghozzá szándékosan. Mikor emiatt számonkéri, elégeti a filmet a szeme láttára, de kivágja belőle az inkrimináló részt. Később Arthur is meghal, mert Laura megmérgezi. Charlie rájön, hogy Laura hazudik, és amikor a nő elviteti Arthur stúdiójából a férfi holmijait, nem találja meg a filmrészletet, de Charlie igen. Lejátssza azt nagy közönség előtt, Laura pedig, akit a vetítés hatására rémvíziók kezdenek el gyötörni, lezuhan egy erkélyről és szörnyethal. Vendégszereplők: Nick Nolte, Cherry Jones, Luis Guzmán, Rowan Blanchard, Tim Russ |     |                                                       |                   |                                  |                                       |
| 9. | 9.  | Menekülés a Sz...-hegyről (Escape from Shit Mountain) | Rian Johnson      | Nora Zuckerman & Lilla Zuckerman | 2023. március 2. 2023. november 3.    |
| Miután a coloradói hegyek közt reked a télen, Charlie találkozik a kleptomániás Mortimer "Morty" Bernsteinnel (bár valószínűleg nem ez az igazi neve). Együtt próbálják elhagyni a várost, de az autójuk ütközik egy szarvassal. Morty megy vissza segítségért, de miután nem jön, Charlie stoppolni próbál, és elgázolják. Az elkövető Trey Nelson, aki megszegte a házi őrizet szabályait. Azt hiszi, hogy megölte őt, ezért elviszi a barátja, Jimmy Silva moteljéhez, hogy elássa. Charlie magához tér, de eltört a lába, és épp csak el tud kúszni a motelig, amikor megérkezik Morty. Egy hóvihar miatt mind a négyen az épület rabjai lesznek. Morty rájön, hogy Charlie talált egy lábszárcsontot, és arra gyanakszik, hogy hátha Chloe Jones-é, aki egy évtizede már, hogy eltűnt. Meg is találja a holttestet, és megzsarolja Treyt, hogy adja oda a kocsiját, vagy eljár a szája. Trey azonban megveri őt, majd a kocsival együtt lelöki egy szikláról. Jimmy sikertelenül próbálja bedrogozni Charlie-t, majd vitatkozni kezd Trey-jel Chloe haláláról. Trey megöli Jimmy-t, majd leüti Charlie-t és elássa őt, majd pont időben visszaér, hogy találkozzon a pártfogó felügyelőjével. Csakhogy Charlie megbuherálta a nyomkövető eszközét, ami miatt a hatóságok is tudomást szereztek arról, hogy mit csinált. Charlie kórházba kerül, itt tudja meg, hogy Treyt letartóztatták, és hogy Morty holttestét az övének hiszik. Ezalatt Cliff a kórház előtt várakozik... Vendégszereplők: Joseph Gordon-Levitt, David Castañeda, Stephanie Hsu |     |                                                       |                   |                                  |                                       |
| 10. | 10. | A horog (The Hook)                                    | Janicza Bravo     | Rian Johnson                     | 2023. március 9. 2023. november 10.   |
| Cliff unja már, hogy egy éven át Charlie-t kellett üldöznie, ezért titokban kapcsolatba lép Mr. Frost riválisával, Beatrix Hasp-pel, hogy megölhesse őt. Mikor megtudja, hogy Charlie melyik kórházban van., Mr. Frost megfigyelteti őt vele, és fizeti a kórházi számláját is. Ahogy Charlie kijön a kórházból, Cliff bekényszeríti a kocsijába és Atlantic Citybe viszi, Hasp kaszinójába. Ott Frost felfedi előtte, hogy az összes kaszinóját bedrótozta, így azt is megtudta, hogy a fia lepaktált Hasppel, ezért nem Charlie-t hibáztatja a fia haláláért - sőt, munkát ajánl neki. Váratlanul kialszanak a fények, és ekkor Cliff lelövi Frostot azzal a fegyverrel, amihez Charlie is hozzáért, rá terelve a gyanút. Charlie menekülni kényszerül, és a nővéréhez megy, akivel elég hűvös a viszonya. Ő azért, hogy ne náluk bújkáljon, inkább odaadja neki az apjuk hajójának kulcsait. Az azonban elég csúnyán meg van sérülve, ezért Cliff segítségét kéri - nem tudva, hogy a férfi már kihívta a rendőröket, hogy feldobja nekik. Charlie azonban olyan zsetonokat talál Cliff hajóján, amelyek UV-fényben világítanak, és Hasp kasznójából származnak - Cliff tehát pontosan célozhatott és le tudta lőni Frostot. Szerencsére még idejében kéri Luca Clark segítségét, akinek eljuttatja Frost felvételét arról, hogy a fia elrendeli Natalie meggyilkolását - ez elég bizonyíték arra, hogy Cliffet letartóztassák. Cliff végül Hasp ellen tanúskodik és Charlie nevét tisztázza, Hasp viszont dühös, és egy telefonhívás során azt mondja Charlie-nak, hogy vagy neki dolgozik, vagy meghal. Charlie válaszul tönkreteszi a telefonját és továbbindul. Vendégszereplők: Ron Perlman, Simon Helberg, Clea DuVall, Rhea Perlman (csak a hangja) |     |                                                       |                   |                                  |                                       |

## 2. évad (2025)
| Sor. | Év. | Cím                                          | Rendező        | Író                        | Premier                               |
| --- | --- | -------------------------------------------- | -------------- | -------------------------- | ------------------------------------- |
| 11. | 1.  | A játék elkezdődött (The Game is a Foot)     | Rian Johnson   | Laura Deeley               | 2025. május 8. 2025. július 17.       |
| Amber Kazinsky, az egykori gyerekszínész, most haldokló anyjára, Normára vigyáz. Norma őt és három ikertestvérét: Bebét, Ceciliát és Deliát is kitagadta az örökségből egy Felicity Price nevű nő kedvéért - akiről kiderül, hogy ő egy ötödik, ismeretlen iker. Amber az anyja halála után úgy dönt, hogy egy trükkel elcsalja Felicityt, megöli őt, majd elmaszkírozza a külsejét és felveszi az identitását. Amikor rájön, hogy Felicitynek műlába volt, egy vonat elé löki, hogy úgy tűnjön, levágta a szerelvény. Ezt követően egy videót küld a testvéreinek, melyben öngyilkosságnak álcázza a tettét. Charlie, aki még mindig menekül Hasp bérgyilkosai elől, összebarátkozik Deliával, és részt vesz Norma temetésén, ahol azonnal észreveszi, hogy "Felicity" hazudik. Amber ezután magát Deliának kiadva jogilag próbálja meg a többieket rábírni arra, hogy ne firtassák a végrendeletet. Charlie időközben rájön, hogy Felicitynek műlába volt, mert szerette a festményein is ezt megörökíteni, és úgy bizonyítja be, hogy Amber egy imposztor, hogy lábon szúrja. Vendégszereplők: Cynthia Erivo, Jin Ha, Jasmine Guy, Anthony DeSando |     |                                              |                |                            |                                       |
| 12. | 2.  | Utolsó pillantás (Last Looks)                | Natasha Lyonne | Alice Ju és Natasha Lyonne | 2025. május 8. 2025. július 17.       |
| Egy floridai halottasházban horrorfilmet forgatnak, amely Fred és Greta Finch tulajdonában áll. Greta úgy érzi, hogy csapdába esett a házasságában, ezért válni akar. Fred emiatt megöli őt, miután egy, a barátnőivel töltött este után hazatér. A filmforgatás kellékeit felhasználva leplezi a gyilkosságot és szabadul meg a neje hamvaitól. Charlie, aki statisztál a filmben, egyike azoknak, akikkel Greta együtt töltötte az utolsó estéjét, és neki kellett volna másnap elvinnie őt Miamiba. Fred azt állítja, hogy a neje elhagyta őt, de gyanús módon táncol arra a dalra, amit még jóval korábban Greta temetésére választott. Charlie nyomozni kezd, miután rájön, hogy Fred hazudik, de aztán üzenetek érkeznek Gretától. MIkor Charlie felfedezi, hogy Fred ezeket saját magának küldte a neje telefonjáról, Fred elkábítja és egy koporsóba teszi azzal, hogy élve elhamvasztja őt. Charlie megszökik, de az egész hely lángra kap, Fred pedig inkább bennég a tűzben. Ugyan Charlie megpróbálna lelépni, de Beatrix Hasp elkapja őt és magával viszi. Vendégszereplők: Giancarlo Esposito, Kevin Corrigan, Katie Holmes, Kathrine Narducci, Sherry Cola |     |                                              |                |                            |                                       |
| 13. | 3.  | Végtelen hajsza (Whack-A-Mole)               | Miguel Arteta  | Wyatt Cain                 | 2025. május 8. 2025. július 17.       |
| Beatrix felfedi Charlie előtt, hogy Cliff vallomása miatta bűnszervezete szétesőben van. El akarja hagyni az országot, és ehhez szüksége van Charlie különleges képességére, hogy megtudja, van-e FBI-besúgó az emberei közt. Vizsgálata alapján kiderül, hogy mindenki, még a férje, Jeffrey is tiszta. De még mielőtt felszállhatnának a repülővel, az FBI rajtuk üt, Luca vezetésével, aki lelövi Jeffreyt. Egy nappal korábban Beatrix beszélt az FBI-nál beépített saját emberével, Daniel Clyde-Otis ügynökkel, arról viszont nem tudott, hogy Jeffrey volt náluk a tégla, mert szeretett volna felhagyni a bűnöző életmóddal - Charlie pedig rájött erre, de direkt nem mondta el. Jeffrey tanúvédelmet kért, és csak ezután lett volna hajlandó feldobni Danielt, mint téglát, ezért Luca úgy döntött, hogy megrendezik a férfi halálát. Csakhogy Daniel a vaktöltényt igazira cserélte, így Jeffrey ténylegesen meghalt. A dühödt Beatrix erre túszul ejti Charlie-t és követeli, hogy Daniel segítsen neki. Luca és Charlie meggyőzik, hogy fefje fel a férfit, aki azonban bejut a repülőre és mindannyiukat túszul ejti. Egy összecsapást követően győznek, majd Beatrix vállalja, hogy belép a tanúvédelmi programba, Charlie-ról pedig leveteti a vérdíjat, aki immár szabadon járhat-kelhet. Vendégszereplők: John Mulaney, Rhea Perlman, Richard Kind, Chris Bauer, Simon Helberg, RJ Brown, Gregg Bello |     |                                              |                |                            |                                       |
| 14. | 4.  | Az emberi vér íze (The Taste of Human Blood) | Lucky McKee    | Wyatt Cain                 | 2025. május 15. 2025. július 24.      |
| Fran LaMont rendőrőrmestert jelölik az Év Rendőre díjra Floridában, de elveszíti azt Joseph Pilson ellenében, aki örökbefogadta egy drogdíler aligátorát. Hat évvel később a férfi igazi hírességé válik az interneten mint Gator Joe, és újra elnyeri az összes díjat, ami frusztrálja Frant. Hogy kitoljon vele, a díjátadó előtt egy ciszaprid tartalmú hashajtót ad neki, csakhogy túladagolja a szert, amitől meghal. Hogy leplezze a nyomokat, metamfetamint ad Daisynek, az aligátornak, hogy az marcangolja szét Joe tetemét. Ezalatt Charlie, akit egy CB-rádión megismert új haverja arra inspirál, hogy fedezzen fel új dolgokat az életben, egy aligátormenhelyre megy dolgozni. Az ottaniak azt tervezik, hogy kiszabadítják Daisyt, és Charlie ebben akar segíteni nekik, amikor bekövetkezik a baj. A rendőrök mindenképp végezni akarnak az aligátorral, mert úgy vélik, ha megérezte a vér ízét, újra gyilkolni fog. Fran, aki rájön, hogy felvételek készültek az utolsó beszélgetéséről Joe-val, és Daisy lenyelte az egyik kamerát, eljátssza, hogy segít Charlie-nak. Végezni akar az állattal, de Charlie, aki felfedezi, hogy mit tett, lebeszéli erről. Noha Fran bűnösnek vallja magát, a rendőrök úgy vannak vele, hogy ezt az egészet senki nem hinné el, ezért önként felmond és a menhelyre megy dolgozni. Vendégszereplők: Gaby Hoffmann, Kumail Nanjiani, Steve Buscemi, Shiloh Fernandez, John Sayles, Matt Passmore |     |                                              |                |                            |                                       |
| 15. | 5.  | Kisvárosi hős (Hometown Hero)                | John Dahl      | Tony Tost                  | 2025. május 22. 2025. július 31.      |
| "Rakéta" Russ Waddell a Montgomery Sajtárusok baseballcsapatának kiöregedőben lévő dobója, akit Skip Dooley menedzser nyugdíjazni akar. Russ rájön a csapattársaitól, hogy a szurkolóik fogadásokat kötnek arra, hogy hány meccset tud elveszíteni a rossz szériában lévő csapat, és meggyőzi négy játékostársát, hogy fogadjanak saját maguk ellen és bundázzák meg a soron következő meccseket. Az utolsó meccsen azonban Skip egy fiatal dobóra, Felix Domingóra cserélné őt le, ezért a rágógumiját LSD-vel preparálják, hogy hibázzon. Meglepetésre ettől csak jobb teljesítményt nyújt, ami veszélyezteti a nagy nyereményt. Felix rájön a trükkre és megzsarolja Russt, aki fejbedobja őt egy 101 mérföld/óra sebességű labdával, megölve őt. Ezután a dobógép okozta balesetnek álcázza a dolgot. Az eset miatt a klub létezése is veszélybe kerül. Charlie, aki labdaszedőként dolgozik, elbeszélget mind Russ-szal, mind Felix-szel, és véletlenül ő maga is az LSD hatása alá kerül. Mivel ebből rájön, hogy Felixet bedrogozták, és később felfedezi, hogy a dobógép nem képes akkora sebességre, amire Russ - állításával ellentétben - igen, a legutolsó meccsen egy sebességmérővel leleplezi őt a tömeg és a rendőrség előtt. Vendégszereplők: Simon Rex, Brandon Perea, Gil Birmingham, Carol Kane, Ego Nwodim, B. J. Novak, Noah Segan, Ruffin Prentiss |     |                                              |                |                            |                                       |
| 16. | 6.  | Rendetlen Joseph (Sloppy Joseph)             | Adam Arkin     | Kate Thulin                | 2025. május 29. 2025. augusztus 7.    |
| Stephanie Pearce az osztály legjobb tanulója, aki mindenben tökéletes és a maximumot nyújtja. Egy betűzőversenyen azonban veszít osztálytársa, Elijah Turner ellenében, aki így majdnem beéri az osztályban gyűjtött csillagok számában. A következő rendezvény egy ki mit tud, ahol Elijah egy bűvész-számmal akar fellépni. Stephanie szabotálja a műsorát azzal, hogy előbb elhiteti a fiúval, hogy egy babakori képét vetíti le mindenki előtt, majd amíg elmegy ezt megakadályozni, megfordítja a bűvészdobozt, így amikor Elijah műsorára kerül sor, a felemelt kalapácsával ténylegesen agyonveri az osztály egerét, amitől a közönség sokkot kap. Charlie konyhásként dolgozik az iskolában, ahol összebarátkozik Elijah apjával, J.B-vel, aki elmondja neki, hogy Elijah a bűvészkedéssel dolgozta fel az anyja halálát, és most újra visszaesett. Charlie rájön, hogy Stephanie okozta mindezt, de nem tudja bizonyítani, mert a lány megsemmisíti a bizonyítékot, másrészt az iskolaigazgató, Dr. Hamm is a markában van - az iskola pénzét elszerencsejátékozó nőt Stephanie zsarolja, így megvolt a lehetősége, hogy bejusson egy kulccsal az irodába, hogy megvalósíthassa tervét. Charlie az osztálytársak segítségével eléri, hogy Elijah azt higgye, hogy nem is esett az egérnek semmi baja, sőt a többiek a csillagaikat is neki adják, felbőszítve ezzel Stephanie-t. KI akarja rúgatni J.B.-t, azt a látszatot keltve, hogy lopja az iskola pénzét, de Charlie lefényképezi őt eközben, és a fotóval megzsarolja. Vendégszereplők: Eva Jade Halford, Callum Vinson, David Krumholtz, Adrienne C. Moore, Margo Martindale |     |                                              |                |                            |                                       |
| 17. | 7.  | Egy utolsó meló (One Last Job)               | Adam Arkin     | Taofik Kolade              | 2025. június 5. 2025. augusztus 14.   |
| 18. | 8.  | The Sleazy Georgian                          | Mimi Cave      | Megan Amram                | 2025. június 12. 2025. augusztus 21.  |
| 19. | 9.  | A New Lease On Death                         | Adamma Ebo     | Tea Ho és Wyatt Cain       | 2025. június 19. 2025. augusztus 28.  |
| 20. | 10. | The Big Pump                                 | Clea DuVall    | Raphie Cantor              | 2025. június 26. 2025. szeptember 4.  |
| 21. | 11. | Day of the Iguana                            | Ti West        | Andrew Sodroski            | 2025. július 3. 2025. szeptember 11.  |
| 22. | 12. | The End of the Road                          | Natasha Lyonne | Laura Deeley               | 2025. július 10. 2025. szeptember 18. |